# غاري ويلسون (لاعب كرة قاعدة أمريكي)
غاري ويلسون (بالإنجليزية: Gary Wilson)‏ هو لاعب كرة قاعدة أمريكي، ولد في 21 نوفمبر 1954 في كامدن في الولايات المتحدة.

## وصلات خارجية
- غاري ويلسون على موقعبيزبول رفرنس.كوم (الدوري الرئيسي) (الإنجليزية)
- غاري ويلسون على موقعبيزبول رفرنس.كوم (الدوري الثانوي) (الإنجليزية)